# Rajella sadowskii
Rajella sadowskii é uma espécie de peixe da família Rajidae.
Pode ser encontrada nos seguintes países: Brasil e Chile.
Os seus habitats naturais são: mar aberto.